# Barjac (Ariège)
Barjac è un comune francese di 40 abitanti situato nel dipartimento dell'Ariège nella regione dell'Occitania.

## Società

### Evoluzione demografica
Abitanti censiti